# カジミール・フェリクス・バデーニ

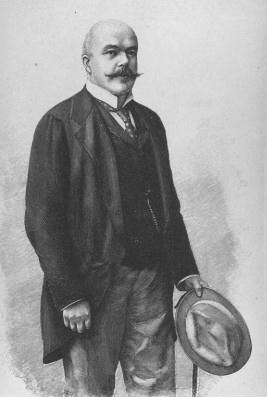
カジミール・バデーニ

カジミール・フェリクス・フォン・バデーニ伯爵（ドイツ語: Kasimir Felix Graf von Badeni、1846年10月14日 - 1909年3月10日）はオーストリア（オーストリア＝ハンガリー二重帝国）もしくはポーランドの貴族・政治家。二重帝国において首相を務めた。ポーランド名はカジミェシュ・フェリクス・バデーニ（Kazimierz Feliks Badeni）。姓の読みは「バーデニー」とも。

## 経歴
1846年、当時オーストリア領であったガリツィア地方のヤロスラウ（現・ポーランドのヤロスワフ市）でポーランド人貴族の子として生まれる。彼は皇帝に忠実な貴族であるとともに穏健な自由主義的政治家としての側面も持っており、ガリツィア総督を務めたのち、彼の行政手腕に着目した皇帝フランツ・ヨーゼフ1世により、1895年9月30日、首相（二重帝国におけるオーストリア側の首相）に任命された。彼はオーストリアにおいて長年の政治的懸案であった普通選挙導入問題（従来の制度では民族・階層により選挙権に大きな偏りが生じた）において、議席の一部に普通選挙によるクーリエ（部門）を新設（425議席中の72議席）することでこの問題の解決を図ろうとした（しかし身分制・財産制限による従来の4クーリエは維持されたため、民族ごとの一票の格差を拡大する結果を生じた）。
新たな選挙制度に基づき1897年3月に行われた帝国議会選挙では、チェコ人の民族政党である青年チェコ党が62議席を獲得して第一党になったため、バデーニは議会において彼らの協力を得るため、ターフェ言語令（1880年）以来のチェコ人の要求に応え、4月5日に新たな言語令（いわゆる「バデーニ言語令」）を発し、ベーメンの内務語（官庁内部の連絡に使用される言語）としてチェコ語を認め、同地域におけるドイツ語・チェコ語の対等化をはかった。また、5月には彼の内閣の下で近東地域に関するロシアとの協商が締結され、ロシアの目を極東に向けさせることによってバルカン問題における同国との紛争を当面回避する外交的勝利を得た。
しかし、バデーニによる言語令は結果としてベーメンでの公職就任の機会を奪われることとなるドイツ系住民と、彼らに支持されたドイツ系議員（指導者となったのは1862年のリンツ綱領に署名したうちの一人であるドイツ国民党のゲオルク・シェーネラーである）の激しい反発を招いた。彼らは大衆のデモンストレーションと連携しつつ、しばしば議事を妨害する手段をもって重要法案の成立を阻んだため、バデーニは同年11月、議会規則を改正して議事妨害を排除しようとし、さらにその後議場に警官隊を導入した。しかしそれでも議会の混乱を収拾することはできず、11月30日、バデーニはフランツ・ヨーゼフ1世により首相を解任された。首相解任を求める大衆のデモンストレーションは1848年のウィーン三月革命以来のことであり、バデーニの言語令を最後に、皇帝は帝国内部の民族を宥和させようとする試みを放棄したといわれる。また彼の辞任後、オーストリアでは1900年1月のエルネスト・ケルバー首相の就任まで、きわめて短命の内閣の交代が繰り返され国内政治は不安定となった。
バデーニはその後1909年ガリツィアのKrasneで死去。弟のスタニスワフ・バデーニはガリツィア領邦議会の議長を長く務めた。